# Chamaepsila problematica
Chamaepsila problematica är en tvåvingeart som beskrevs av Willi Hennig 1941. Chamaepsila problematica ingår i släktet Chamaepsila, och familjen rotflugor. Arten är reproducerande i Sverige.